# Голсмит (Тексас)
Голсмит (енгл. Goldsmith) град је у америчкој савезној држави Тексас. По попису становништва из 2010. у њему је живело 257 становника.

## Демографија
Према попису становништва из 2010. у граду је живело 257 становника, што је 4 (1,6%) становника више него 2000. године.
| Група             | 2000.       | 2010.       |
| Белци             | 189 (74,7%) | 203 (79,0%) |
| Афроамериканци    | 0 (0,0%)    | 2 (0,8%)    |
| Азијати           | 0 (0,0%)    | 0 (0,0%)    |
| Хиспаноамериканци | 60 (23,7%)  | 47 (18,3%)  |
| Укупно            | 253         | 257         |